# Dina Márton
Dina Márton (Budapest, 1996. április 11. –) az egyik legmagasabban jegyzett magyar országútikerékpár-versenyző, 2018-ban és 2019-ben egyaránt harmadik legeredményesebb magyar volt az UCI férfi országúti kerékpáros ranglistáján.

## Pályafutása
2015-ben a Cube Csömör, később a Pannon Cycling Team versenyzőjeként indult a Tour de Hongrie-n.
2019-től 2022-ig a Kometa / Kometa-Xstra csapatban versenyzett (2020-tól többek között Fetter Erik csapattársaként), mely 2021-től  EOLO-Kometa néven ProTeam besorolást kapott. A 2019-es Tour de Hongrie-n második lett összetettben, valamint a hegyi pontversenyben is. 2021-ben második lett a hegyi pontversenyben a Tour of the Alpson, valamint a Settimana Internazionale Coppi e Bartalin is. Ebben az évben a Giro d’Italián is rajthoz állhatott, ezzel Bodrogi László és Valter Attila után a harmadik magyar lett, aki a nagy körversenyek egyikén indult. A sikerek és a csapat által rá helyezett nyomással azonban nem tudott megküzdeni.

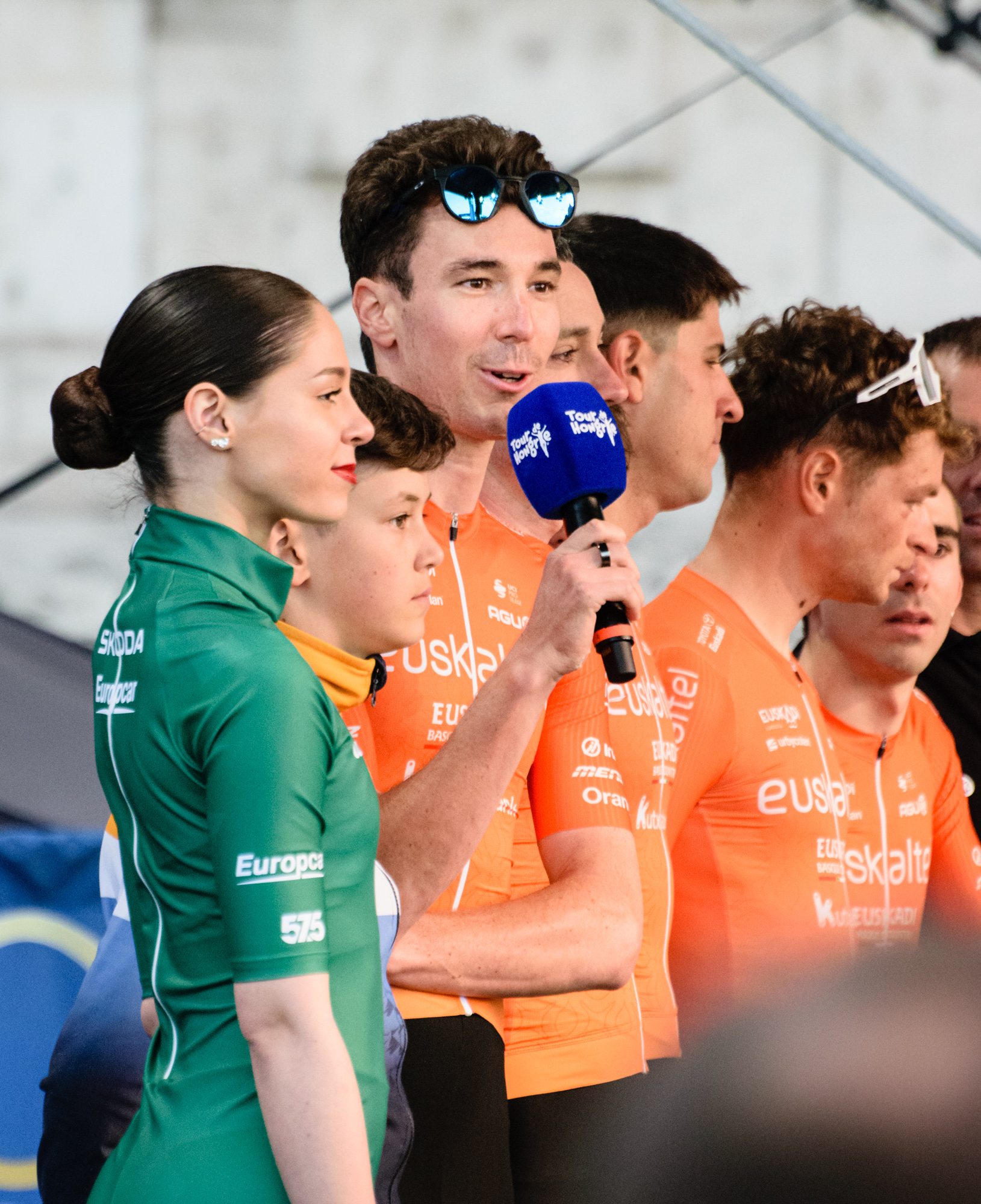
Dina Márton a 2025-ös Tour de Hongrie csapatbemutatóján, az Euskaltel–Euskadi színeiben

2023-ban a kontinentális besorolású ATT Investmentshez igazolt, ahol visszanyerte magabiztosságát, és két sikeres év után 28 évesen a baszk Euskaltel–Euskadi versenyzője lett, ahol vezetőként számítanak rá. 2024 szeptemberében az első gravel magyar bajnok lett. 2025-ben a Tour of Hainan összetett 12. helyét szerezte meg. A 2025-ös Tour de Hongrie-n második lett a magyarok versenyében, valamint a 27. helyen végzett összetettben.

## Eredményei

### Országút
2019
2.  összetett Tour de Hongrie
2022
 összetett Tour de Hongrie
2023
 összetett Tour de Hongrie
2024
 összetett Tour de Hongrie
2025
2.  összetett Tour de Hongrie

## Díjai, elismerései
- Az év magyar terepkerékpárosa: 2024[7]